# Passo la Calla
Il passo la Calla, o «della Calla», è un valico di crinale dell'Appennino tosco-romagnolo, sullo spartiacque fra le valli del Bidente e dell'Arno (Casentino). 

## Descrizione
Situato a 1296 m s.l.m. , è il più alto valico stradale dell'appennino tosco-romagnolo. È attraversato dalla strada statale 310 del Bidente che collega le province di Forlì-Cesena e di Arezzo, fra i comuni di Santa Sofia e Pratovecchio Stia.
Originariamente, il crinale era valicato solo da mulattiere e stradelli di smacchio al servizio delle foreste di Campigna. Questi stradelli, detti anche «vie dei legni», servivano per trasportare il legname in Casentino e, di qui, in direzione di Firenze. L’attuale valico, infatti, fu aperto negli anni 1930, in una depressione fra il Monte Falterona e il Poggio Scali.
Il passo è anche punto di partenza per escursioni al monte Falterona (1654 m) e monte Falco (1658 m), i maggiori rilievi dell'Appennino romagnolo, ed è punto di partenza-arrivo di una delle più belle escursioni nelle Foreste Casentinesi: Calla-Camaldoli, 10 km di sentiero e piste forestali quasi interamente su crinali, percorribili sia a piedi che in mountain bike, transitando per Poggio Scali (1520 m) e in fregio alla riserva integrale di Sasso Fratino.